# Asyla
Asyla, Op. 17, és una composició per a orquestra del compositor britànic Thomas Adès. Va ser enllestida el 1997 i s'ha interpretat arreu, destacant-se les múltiples interpretacions del director britànic Simon Rattle. Es considera una simfonia de quatre moviments, sent-ne el tercer un scherzo, tot i que no hi ha cap indicació al respecte.

## Composició
El títol de la composició és la forma plural d'asil en llatí, que en aquest context pren un doble significat: santuari i manicomi. Va ser encarregada per l'organització John Feeney Charitable Trust i la va estrenar l'Orquestra Simfònica de Birmingham sota la batuta de Simon Rattle, l'octubre de 1997. El tercer moviment de l'obra és el més conegut i presenta característiques de la música techno. El propi Adès explicava així el procés de creació d'aquesta composició:
| «                                                  | Així doncs, vaig comprar alguns temes de música techno i la vaig escoltar, silenciosament, per entendre'n l'estructura enlloc de reventar-me el cervell. Vaig adonar-me que en el techno s'han de repetir les coses unes 32 o 64 vegades. Així que una nit la vaig intentar orquestrar, a la meva habitació, repetint les mateixes figures una vegada i una altra, en una partitura immensa que tenia 30 pentagrames per pàgina. A les tres de la matinada vaig anar al llit i, assegut allà, m'adono que el meu cor s'ha aturat. Vaig pensar, 'Senyor, estic tenint un atac de cor'. Vaig trucar a l'hospital i van enviar una ambulància. El cor va tornar a bategar gradualment, tot i que molt lleugerament. L'ambulància em va portar al Royal Free, on vaig haver d'esperar unes dues hores entre emergències típiques del dissabte a la nit. Al final em va atendre un metge que em diu, 'Has hiperventilat'. Vaig pensar, 'Gràcies a Déu. No és res del cor, és només el meu cervell...' | » |
| — Thomas Adès, The Independent, 27 de maig de 1999 | |   |

Asyla va rebre elogis de la crítica i va guanyar el Royal Philharmonic Society Music Award l'any 1997, i el Grawemeyer Award for Music Composition l'any 2000. Va ser publicada per l'editorial Faber Music aquell mateix any.

## Anàlisi
L'obra s'estructura en quatre moviments i la durada d'interpretació oscila entre 22 i 25 minuts. Els moviments són:
- I.
- II.
- III. Ecstasio
- IV.

Està escrita per a orquestres molt grans que, a més dels instruments habituals, han d'incloure dos pianos (un piano de cua i un altre de paret, afinat un quart de to més greu), sis percussionistes que toquen un ampli ventall d'instruments, i una celesta.
La peça comença amb un moviment sense títol; sonen esquellots i el piano de cua, acompanyats immediatament de les trompes i el so agut de les cordes. L'atmosfera del moviment es torna més agitada quan la resta de l'orquestra s'hi uneix progressivament. El segon moviment comença de manera abrupta i canvia quan apareix la melodia suau de l'oboè baríton. És llavors quan les cordes s'imposen amb un estil que alguns crítics han classificat de "wagnerià". El so comença a dissipar-se a mesura que arribem al final d'aquest moviment; s'esvaeix utilitzant de manera simultània els registres extrems de l'orquestra.
El tercer moviment pretén recordar "l'atmosfera d'una discoteca enorme, amb gent ballant i prenent drogues". Presenta un ritme constant que s'ha comparat amb la Consagració de Stravinsky. Aquí la música és molt més insistent que als moviments previs, molt més intensa i animada. Després d'arribar al clímax, secundat per les cordes en forma d'un eco reminiscent, el quart moviment comença de manera calmada. Es torna violent de sobte amb un acord en tutti que inicien les trompes i que estalla cap al final de la peça. Asyla acaba de manera tranquila, però tremolosa.

## Instrumentació
- Tres flautes travesseres (II i III = flautins, III = flauta baixa), tres oboès (II = corn anglès, III = oboè baríton o corn anglès ad lib.), tres clarinets (I i II = si♭ i la, II = clarinet baix, III = clarinet contrabaix) i tres fagots (III = contrafagot).
- Quatre trompes en fa, tres trompetes en si♭ (III = trompeta piccolo), dos trombons tenors, un trombó baix i una tuba.
- Percussió interpretada per sis músics, que inclou timbales, rototoms, esquellots, campanes tubulars, gongs i cròtals, entre d'altres.
- 1 arpa, 2 pianistes que s'encarreguen de quatre instruments: un piano de cua, una celesta i dos pianos verticals (un d'ells amb l'afinació baixada un quart de tò).
- Violins, violes, violoncels i contrabaixos.